# Lawa (film)
Pour les articles homonymes, voir Lawa.
Pour plus de détails, voir Fiche technique et Distribution.
Lawa, sous-titré Opowiesc o 'Dziadach' Adama Mickiewicza, est un film polonais réalisé par Tadeusz Konwicki, sorti en 1989.

## Synopsis
Dans la région de Vilnius, à la suite de rituels étranges, les fantômes du passé réapparaissent.

## Fiche technique
- Titre : Lawa
- Sous-titre : Opowiesc o 'Dziadach' Adama Mickiewicza
- Réalisation : Tadeusz Konwicki
- Scénario : Tadeusz Konwicki d'après la pièce de théâtre de Adam Mickiewicz
- Musique : Zygmunt Konieczny
- Photographie : Piotr Sobocinski
- Montage : Elzbieta Kurkowska
- Production : Ryszard Chutkowski (responsable de production)
- Société de production : Zespol Filmowy Perspektywa
- Pays :  Pologne
- Genre : Drame, historique, romance
- Durée : 129 minutes
- Dates de sortie : 
  -  Pologne : 6 novembre 1989

## Distribution
- Gustaw Holoubek : ermite / Gustaw-Konrad / frantôme / poète
- Jolanta Pietek-Górecka : Maryla / fille / vierge / ange / femme
- Artur Żmijewski : Gustaw-Konrad
- Teresa Budzisz-Krzyzanowska : Mme. Rollison
- Maja Komorowska : sorcière
- Grażyna Szapołowska : ange gardien
- Henryk Bista : sénateur
- Piotr Fronczewski : Sobolewski
- Tadeusz Łomnicki : prêtre / écrivain
- Janusz Michalowski : le père Piotr
- Jan Nowicki : fantôme / Belzebub
- Arunas Smailys : Adolf
- Grazyna Staniszewska : Kmitowa
- Grazyna Wolszczak : fille / duchesse
- Marek Bargiełowski : caporal
- Bohdan Ejmont : Bajkow
- Marek Kondrat : écrivain
- Edward Linde-Lubaszenko : Pelikan
- Jacek Bursztynowicz : le père Lwowicz
- Ryszard Barycz : le maître de cérémonie
- Dariusz Biskupski : Justyn Pol
- Andrzej Ferenc : Zegota
- Andrzej Grabarczyk : Zenon Niemojewski
- Krzysztof Ibisz : Adam Gurowski
- Michal Juszczakiewicz : Adam Suzin
- Piotr Kozlowski : Tomasz Zan
- Marek Nowowiejski : Jan Jankowski
- Aleksandr Novikov : Bestuzew
- Piotr Polk : Ludwik Nabielak
- Maciej Robakiewicz : Wysocki
- Piotr Skarga : Cichowski
- Piotr Szulkin : diable
- Maciej Szary : Antoni Frejend
- Grzegorz Gadziomski : Jakub
- Jacek Skiba : Jacek
- Andrzej Łapicki : tsar

## Distinctions
Le film a été présenté en sélection officielle en compétition au Festival international du film de Moscou 1989.